# Semakivți, Ciortkiv
Semakivți (în ucraineană Семаківці) este un sat în comuna Bilobojnîțea din raionul Ciortkiv, regiunea Ternopil, Ucraina.

## Demografie
Componența lingvistică a localității Semakivți
     Ucraineană (100%)
Conform recensământului din 2001, toată populația localității Semakivți era vorbitoare de ucraineană (100%).